# Ammonitenfunde in der Puezgruppe

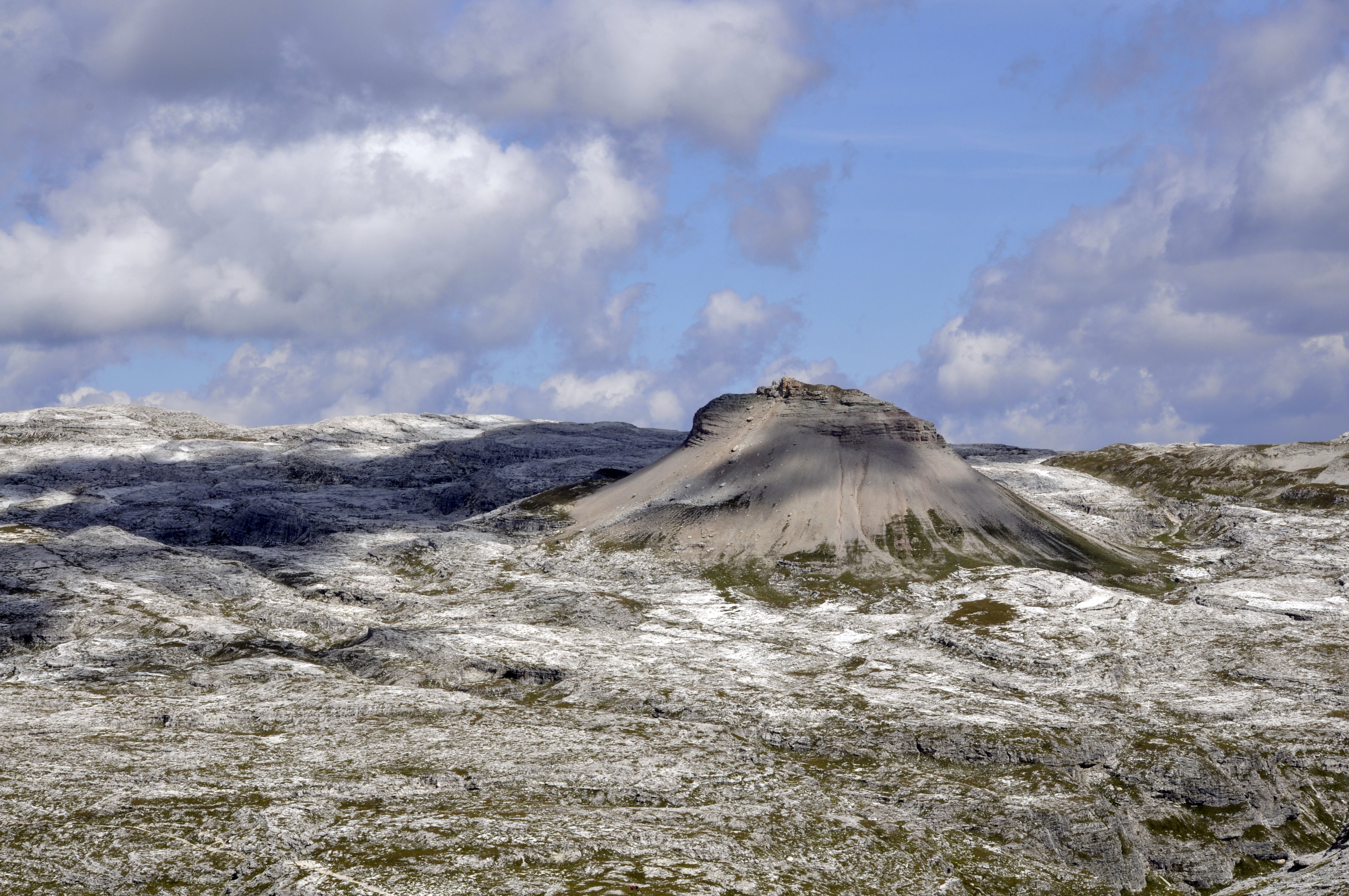
Die Gardenacia-Hochfläche in der Puezgruppe – in der Bildmitte der Col dala Sone

Ammonitenfunde in der Puezgruppe in den Südtiroler Dolomiten (Italien) brachten Fossilien aus der Unterkreide zu Tage. Bereits im 19. und frühen 20. Jahrhundert konnten Wissenschaftler eine vielfältige Ammoniten-Fauna in den Kalken und mergeligen Kalken der Puezgruppe nachweisen. 2006 konnten allein im Teilbereich um die Puezalm 27 unterschiedliche Kopffüßer-Gattungen nachgewiesen werden.

## Alter der Funde
Das Puezgebiet ist geologisch von Hauptdolomit-Hochflächen aus der Trias geprägt, die auf ihrer Oberfläche ursprünglich weitläufig von Sedimenten aus der Unterkreide bedeckt waren. Diese Sedimente sind heute zu großen Teilen erodiert und teilweise durch Gipfelüberschiebung von den triassischen Schichten überlagert. Die in ihnen gefundenen Ammoniten stammen aus dem Ober-Valanginium, Hauterivium, Barremium und Unter-Aptium und sind somit etwa zwischen 135 und 120 Millionen Jahre alt.

## Geographische Lage der Funde
Sedimente aus der Unterkreide in der Puezgruppe befinden sich am Col dala Pieres, im Gebiet der Puezalm einschließlich der Puezspitzen und des Puezkofels sowie auf der Gardenacia-Hochfläche (Muntejela, Col dala Sone, Furcela de Gherdenacia). Das gesamte Gebiet ist im Naturpark Puez-Geisler unter Schutz gestellt.

## Ammoniten-Fauna
2006 konnten allein im Gebiet um die Puezalm 27 unterschiedliche Gattungen der Kopffüßer nachgewiesen werden, weshalb das Puezgebiet als besonders reichhaltiger Fundort gilt. 17 % der gefundenen Fossilien gehörten zur Gattung der Phyllopachyceras, 13 % zu den Phylloceras, 12 % zu den Lycoteras, 10 % zu den Barremites und 8 % zu den Melchiorites. Jede der nachgewiesenen Gattungen war dabei durch 1–2 Arten vertreten.

## Forschungsgeschichte
Die ersten bekannten Fossilienfunde im Puezgebiet stammen vom Gämsenjäger Eustachio Dapunt aus Stern im Gadertal. Viktor Uhlig (1887) und Emil Haug (1887 und 1889) besorgten die ersten wissenschaftlichen Beschreibungen der entdeckten Ammoniten. Haug unterschied dabei 61 verschiedene Arten. Bedeutende Sammlungen befinden sich im Naturmuseum Südtirol, im Naturhistorischen Museum Wien und im Museum Gherdëina.

## Galerie
Die folgenden Exemplare sind in natürlicher Größe wiedergegeben und stammen von der Puezalm. Die Illustrationen wurden von A. Swoboda angefertigt.
(Strassburger Universitätssammlung)

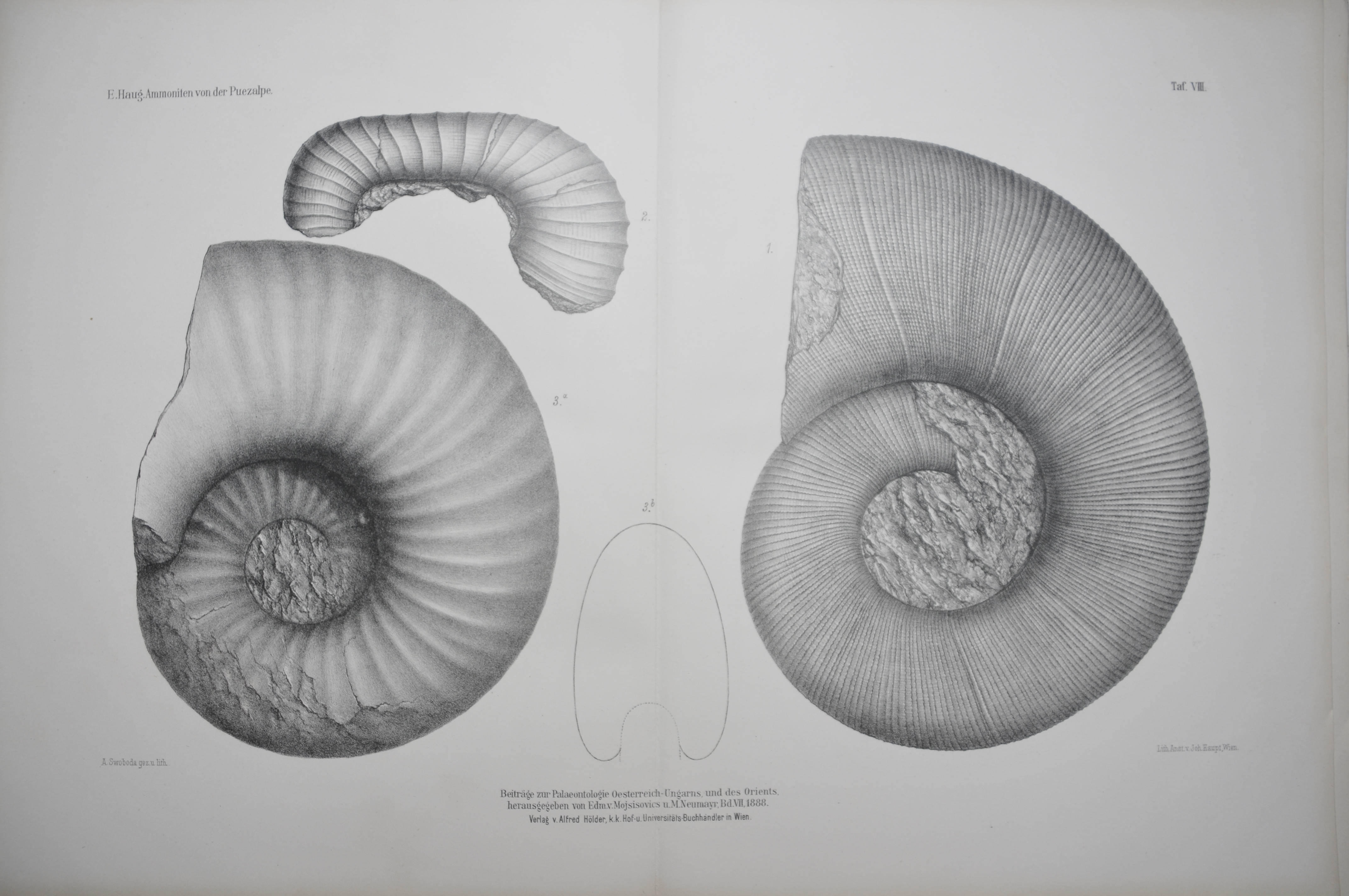
Tafel VIII: 1) Lytoceras puezanum, 2) Lytoceras Phestus Math., 3) Aspidoceras Beneckei
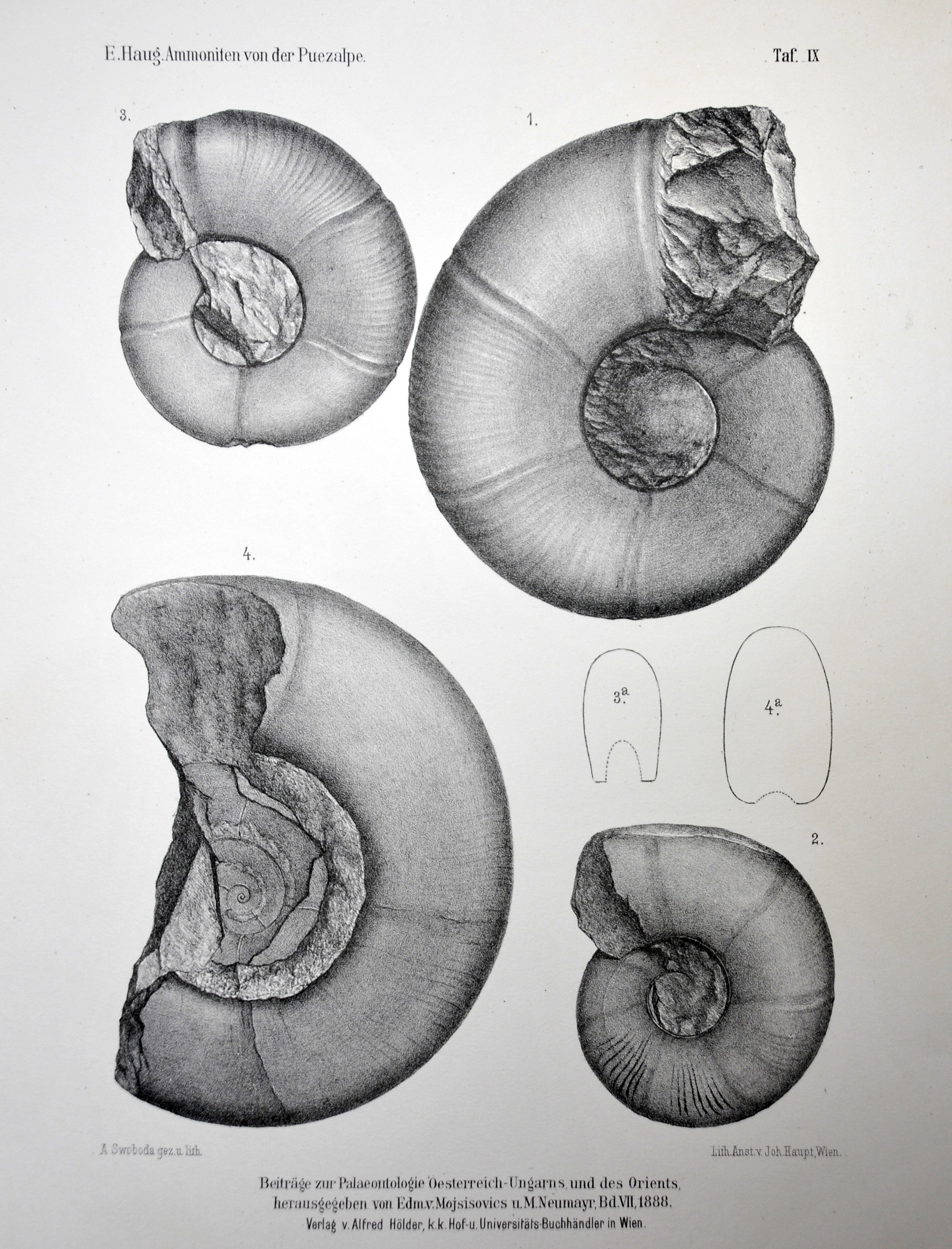
Tafel IX: 1) Desmoceras cassidoides Uhl., 2) Desmoceras cassidoides Uhl., 3) Desfnoceras Uhligi, 4) Desmoceras äff. lechicum Uhl.
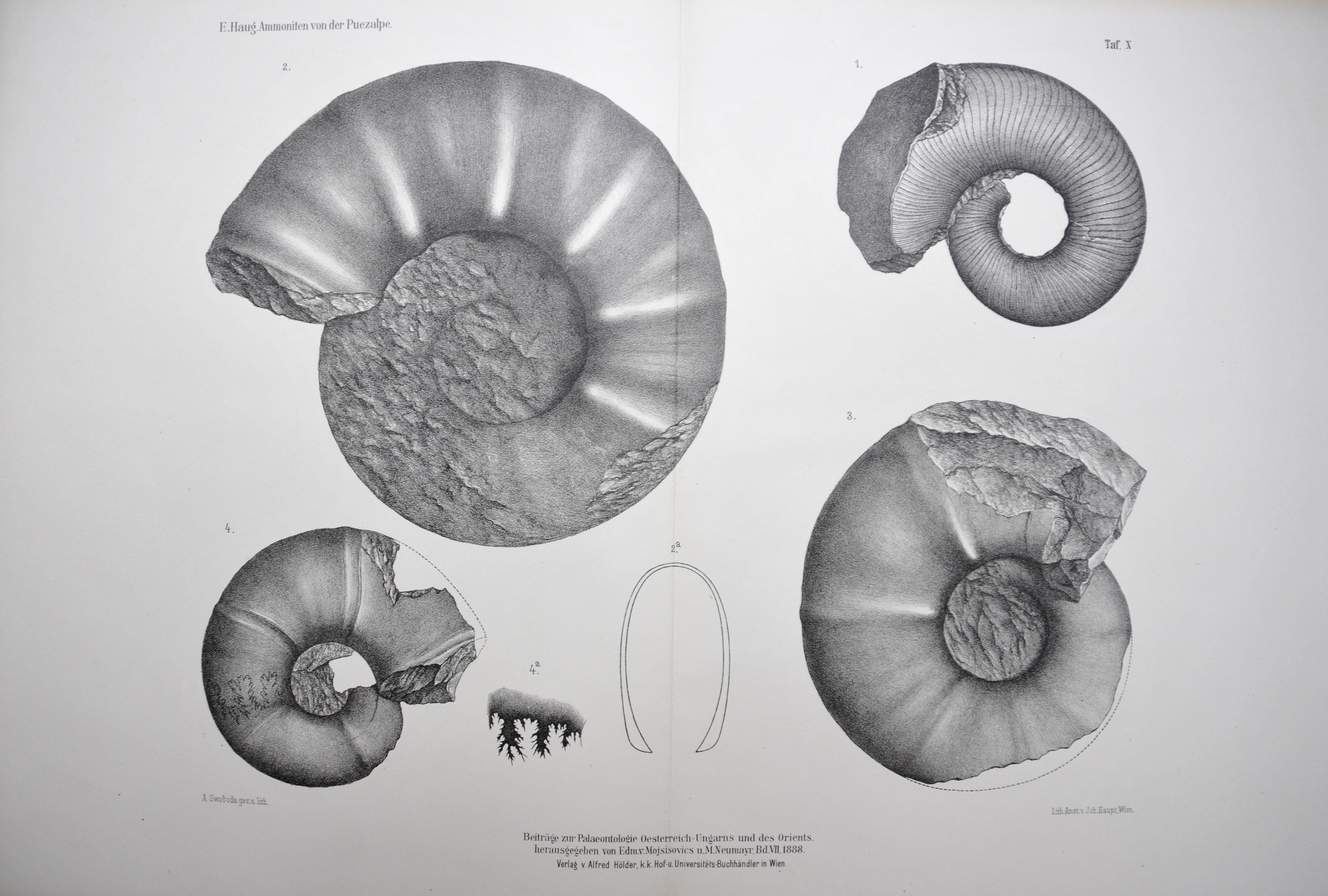
Tafel X: 1) Lytoceras puezanum, 2) Pachydiscus Neumayri, 3) Pachydiscus Neumayri, 4) Pachydiscus Neumayri
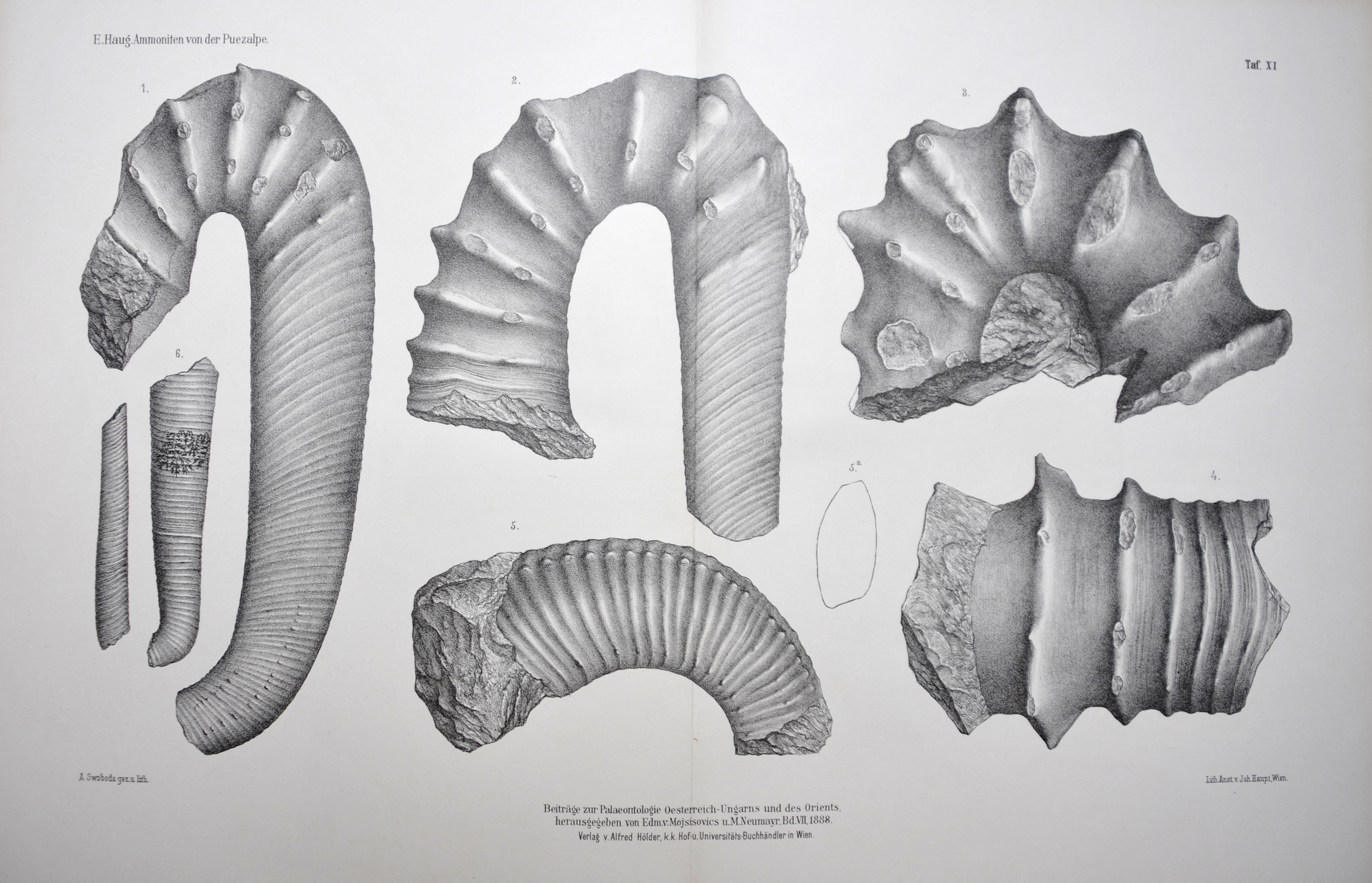
Tafel XI: 1) Ancyloceras badioticum (Uhl.), 2) Ancyloceras cf. Audouli Ast., 3) Ancyloceras n., 4) Ancyloceras n., 5) Ancyloceras Orbignyi Math., 6) Hamulina sp.
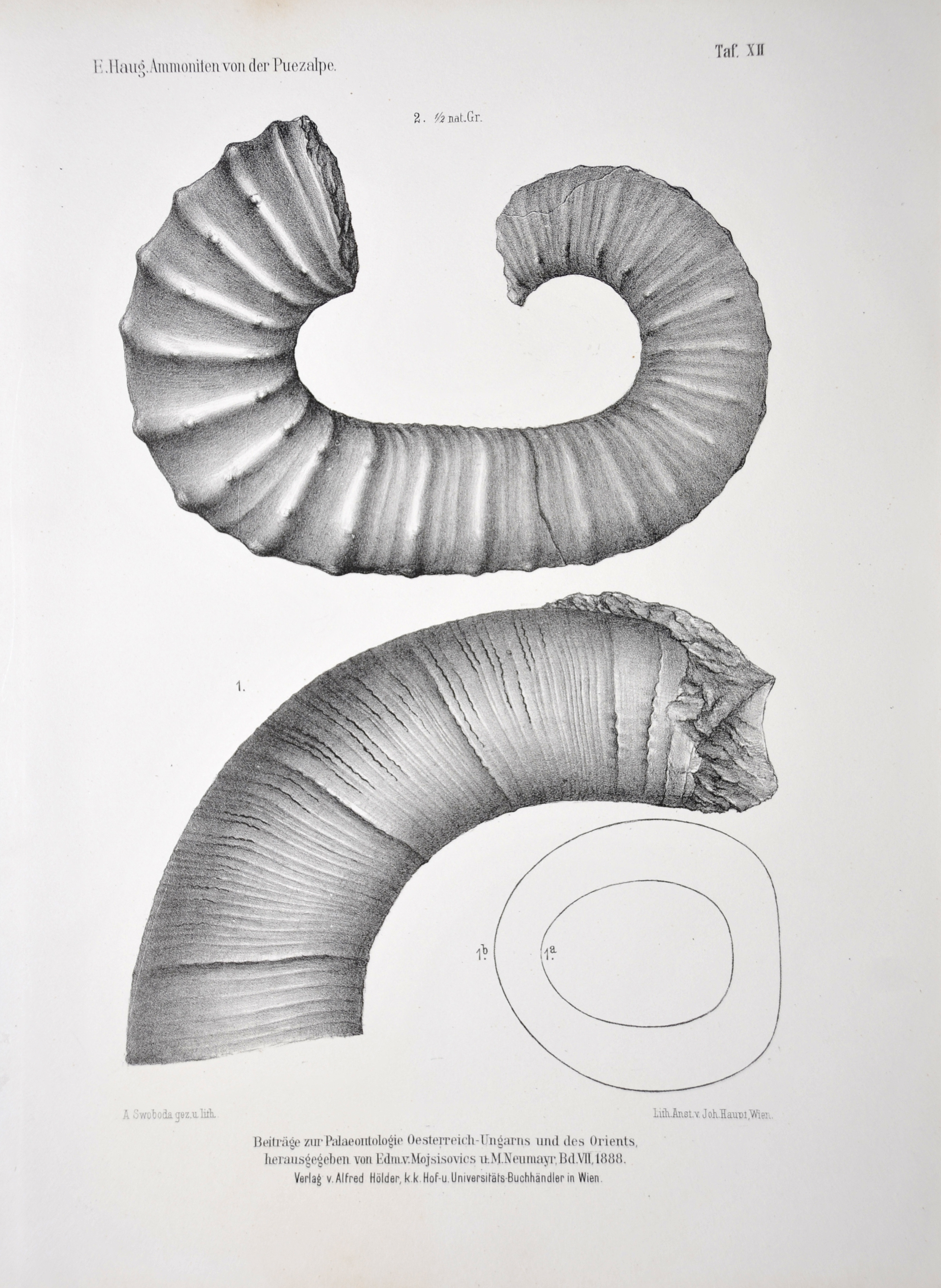
Tafel XII: 1) Pictetia inermis, 2) Ancyloceras sp. indet. aff. Zitteli
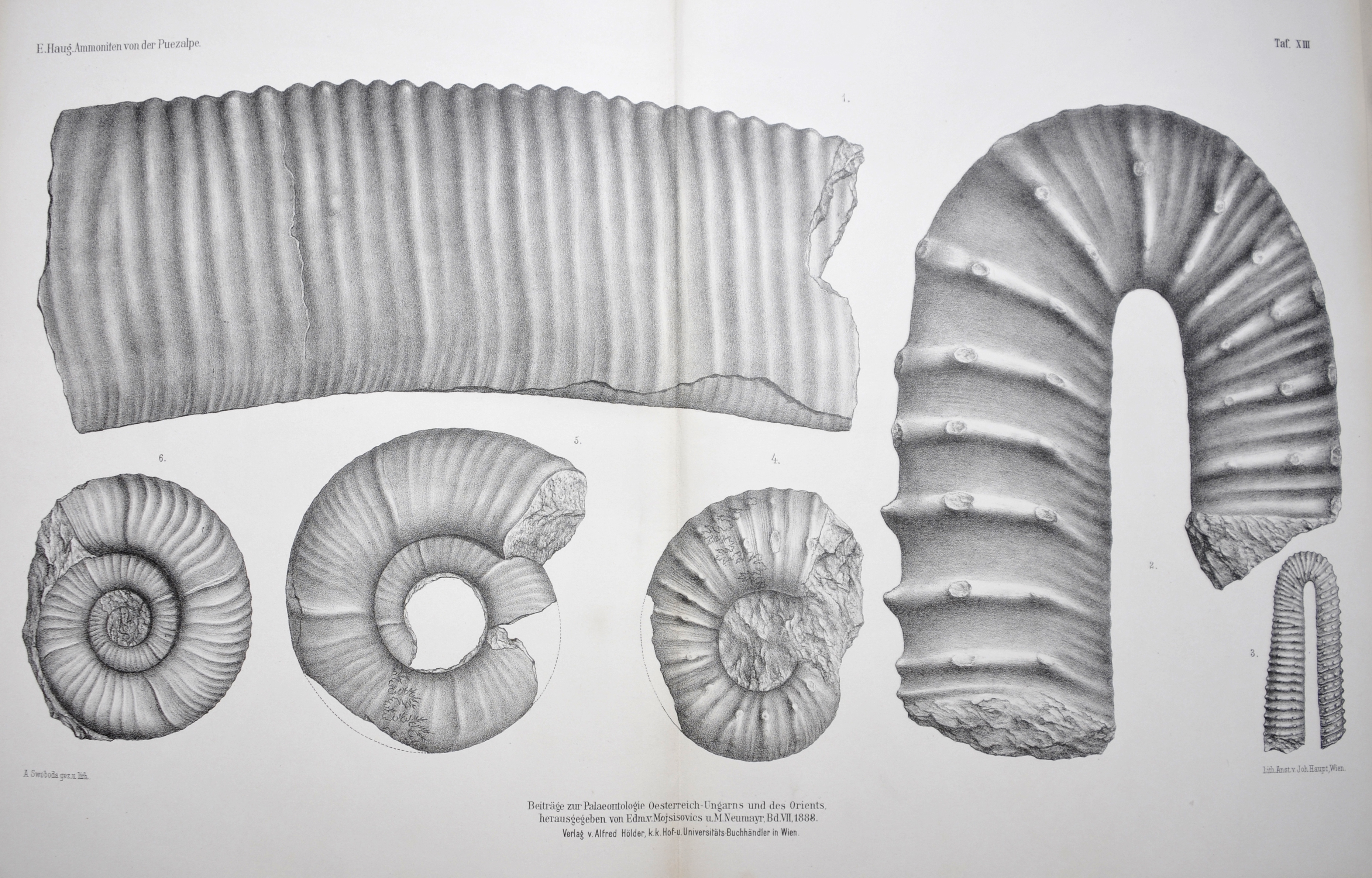
Tafel XIII: 1) Heteroceras, 2) Crioceras Mojsiovicsi, 3) Crioceras trinodosum, 4) Ancyloceras Hoheneggeri, 5) Silesites vulpes Math., 6) Silesites vulpes Math.